# Clancy Rugg
Clancy Mac Rugg (* 22. September 1991) ist ein US-amerikanisch-luxemburgischer Basketballspieler.

## Werdegang
In seinem Heimatland spielte Rugg als Schüler Basketball an der Burlington High School (US-Bundesstaat Vermont) und an der Northfield Mount Hermon School (US-Bundesstaat Massachusetts). Von 2010 bis 2014 studierte er an der University of Vermont und gehörte der Basketballmannschaft der Hochschule an. In seiner letzten Saison in der NCAA (2013/14) erzielte Rugg im Durchschnitt 13 Punkte und 5,9 Rebounds je Begegnung.
Nach seinem Hochschulabschluss erhielt Rugg ein einziges Angebot aus dem Berufsbasketball, und zwar von den Musel Pikes aus Stadtbredimus. Rugg nahm dieses an und wechselte somit ins Großherzogtum Luxemburg.
2017 wechselte Rugg innerhalb Luxemburgs zum Verein Basket Esch. In der Saison 2019/20, die wegen der Covid-19-Pandemie abgebrochen wurde, zeichnete das Fachmedium Eurobasket.com Rugg als besten Spieler der luxemburgischen Liga aus. 2023 führte er Basket Esch zum Gewinn der luxemburgischen Meistertitel und wurde von Eurobasket.com erneut zum besten Spieler der Liga ernannt.

### Nationalmannschaft
Rugg nahm die luxemburgische Staatsbürgerschaft an und wurde Nationalspieler des Großherzogtums. 2023 gewann er mit Luxemburg die Europameisterschaft der kleinen Staaten.

### Familie
In Luxemburg lernte Rugg seine spätere Ehefrau, die aus Belarus stammende Basketballspielerin Tatsiana Khatsko, kennen.